# USS Turner Joy (DD-951)
USS Turner Joy (código naval:DD-951) é um contratorpedeiro da Marinha dos Estados Unidos da Classe Forrest Sherman, participante do Incidente do Golfo de Tonkin, um confronto naval entre navios de guerra norte-americanos e lanchas torpedeiras norte-vietnamitas ao largo do Golfo de Tonkin, na costa do Vietnã do Norte, que deu início à intervenção armada dos Estados Unidos no Vietnã, em 1964.

## História
Entrando em serviço em 1959, a belonave cumpriu patrulhas navais na costa oeste dos EUA em seu primeiro período no mar, sendo enviada ao sul do Pacífico em 1960. Após missões ao largo do Japão e de Taiwan, voltou à base na Califórnia e durante dezoito meses participou de exercícios de tiro em águas norte-americanas. Em março de 1964, dirigiu-se ao Extremo Oriente, onde se envolveu no incidente que o tornaria famoso.

## Guerra do Vietnam
Em julho, como integrante da formação de escolta do porta-aviões USS Ticonderoga (CV-14), o Turner Joy foi designado para missões de vigilância ao largo da costa do Vietnã, país então dividido em dois, em guerra civil há vários anos. Neste conflito, os Estados Unidos até então apenas apoiavam politicamente, e com o auxílio de conselheiros e instrutores militares, o Vietnã do Sul contra o comunista Vietnã do Norte.

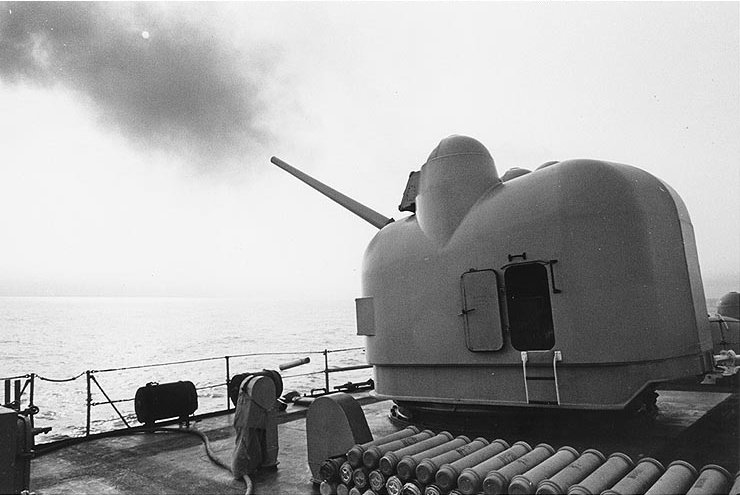
Um dos canhões Mark 42 de 5 polegadas do USS Turner em ação contra uma posição norte-vietnamita (1968).

Na tarde de 2 de agosto de 1964, outro contratorpedeiro, o USS Maddox (DD-731), se encontrava em patrulha no Golfo de Tonkin quando foi atacado por lanchas torpedeiras norte-vietnamitas. Após uma escaramuça entre as embarcações onde duas das lanchas foram afundadas com auxílio de aviões do Ticonderoga, o Turner Joy juntou-se ao Maddox dando continuidade à patrulha marítima na região.
Dois dias depois, o radar do destróier detectou pequenas formações na superfície, à longa distância e fora do alcance de sua artilharia, do que pareciam ser lanchas se aproximando. Como precaução, os dois comandantes contactaram o Tincoderoga para pedir apoio aéreo, caso necessário. No cair da noite, o radar identificou lanchas vietnamitas se aproximando dos navios pelo sul e pelo oeste. O Turner Joy passou a disparar seus canhões contra o local dos sinais emitidos na tela do radar, se evadindo da área ao reportar o que  identificou como duas trilhas de torpedos em sua direção, enquanto os aviões do apoio aéreo do porta-aviões bombardearam as lanchas norte-vietnamitas, fora do alcance de visão dos destróieres, afundando duas delas.
Permanece um mistério se as torpedeiras atacaram ou não os contratorpedeiros americanos na noite de 4 de agosto, mas o fato levou á aprovação pelo Congresso dos Estados Unidos da Resolução do Golfo de Tonkin, que permitiu ao presidente Johnson iniciar legalmente as operações ofensivas contra o Vietnã do Norte, numa guerra sangrenta que duraria mais de oito anos.
Durante a guerra, o USS Turner Joy operou nas costas do Vietnã em apoio às ofensivas terrestres e no patrulhamento costeiro. 

## Navio-museu
Em 1982, com o lançamento de uma nova classe de destróieres mais modernos, a Marinha anunciou a aposentadoria do navio e dos demais destróieres de sua classe, argumentando que o custo de sua modernização seria muito mais alto que os benefícios conseguidos com sua utilização contínua. Desde 1992 o navio foi transformado em navio-museu e aberto à visitação pública.